# Corvina (integrált könyvtári rendszer)
A Corvina integrált könyvtári rendszer eredetileg a 2003-ban alakult e-Corvina Kft. által fejlesztett szoftver, amely ma Magyarországon az egyik legnépszerűbb könyvtári munkafolyamatokat gépesítő eszköz. 2014-től a Monguz Információtechnológiai Kft. fejleszti és terjeszti a Qulto integrált könyvtári platformja részeként.

## Célja
Nagy és közepes könyvtárak valamennyi munkafolyamatának automatizálása, a könyvtárak felhasználóinak (olvasóknak, egyetemi polgároknak, kutatóknak stb.) online és önkiszolgáló felületeken való maximális, minden igény kielégítő kiszolgálása, a könyvtárak közötti együttműködés támogatása:közös katalógusépítés, rekordletöltés, könyvtárközi kölcsönzés, dokumentumszolgáltatás, közös felületek, discovery-k. Egyaránt alkalmas állománymérettől függetlenül közművelődési könyvtárak és szakkönyvtárak számára is.

## Felépítése
A rendszer moduláris felépítésű. Az egyes könyvtári munkafolyamatokat (beszerzés, folyóiratérkeztetés, olvasói keresések, katalóguskarbantartás, kölcsönzés, vezetői információs rendszer stb.) külön komponensek valósítják meg. Az egyik modulba bevitt adatok természetesen a többi kapcsolódó modulban is azonnal láthatóak és használhatóak. Az alapfunkciókon kívül a rendszer olyan kiegészítő modulokkal is bővíthető, mint a raktári kérések leadását, kiszolgálását támogató raktári modul, az online pénztári funkciókat, számla– vagy bizonylatkészítést végző pénztári modul, vagy a digitális tartalmak létrehozásához és szolgáltatásához használható e-könyvtári modul.

### A Corvina rendszer moduljai
- Katalógus (könyvtárosi és olvasói kérések)
- Katalogizálás (tartalmi feltárás, leírás)
- Kölcsönzés és olvasónyilvántartás
- Szerzeményezés és állománykezelés
- Vezetői információk
- Rendszeradminisztráció
- Kiegészítő modulok

### Katalógus, keresés
A könyvtár katalógusában való keresésre vagy böngészésre a Corvina több felületet biztosít, hiszen alapvetően más igényeik vannak a keresési lehetőségeket illetően az olvasóknak, a könyvtárosoknak és a könyvtár vezetőinek. A Corvina keresési lehetőségei széles körben testreszabhatók. A rendszer alapszolgáltatásaként kínált három keresőfelület
- Webes kereső,
- Olvasói kereső,
- Könyvtárosi kereső

bármelyike (akár mindegyike) „megtöbbszörözhető”: a Corvina rendszer által kínált széleskörű konfigurálási lehetőségekkel élve létre lehet hozni például külön keresőfelületet a feltárást végző könyvtárosoknak, illetve az állománygyarapításért felelős munkatársaknak vagy
- különböző keresőfelülettel fogadhatjuk az olvasókat a kölcsönzői terekben és az olvasótermekben.

A Corvina keresőfelületein keresési szempontként megjelenhet:
- bibliográfiai adat (a MARC-leírás tetszőleges mezője, pl. szerző, cím, tárgyszavak, kiadó, megjelenés éve, ETO, LCCN, ISBN, vonalkód, típus, nyelv),
- állományinformáció (pl. lelőhely, letéti mozgások),
- beszerzési információ (pl. beszerzési módja, forrása),
- kölcsönzési információ (pl. hozzáférhető-e, kölcsönözhető-e),
- munkamenetre vonatkozó információ (pl. bibliográfiai leírást végző könyvtáros személye)

A könyvtár a fenti szempontokból összeválogatott tetszőleges csoportból létrehozhat keresőfelületet.
A keresőfelületek kialakításakor dönteni kell arról is, hogy mely katalógusokban repozitóriumokban, online gyűjteményekben kereshessenek az adott felületet használó olvasók vagy könyvtárosok. A Corvina rendszerben keresőfelületenként külön listát állíthat össze a könyvtár az adott felületen elérhető katalógusokból, gyűjteményekből. A listában szereplő gyűjtemények mindegyikében akár egyszerre is végezhetnek keresést felhasználók.
A Corvina rendszer webes keresőfelületeként a Qulto Platform discovery-megoldása is használható.

### Kölcsönzés
A Corvina kölcsönzési modulja támogat minden olvasói műveletet: beiratkozást, kölcsönzést, kölcsönzés- és olvasójegy-hosszabbítást, előjegyzést, foglalást/félretételt, raktári kérést, könyvtárközi kölcsönzést, e-kölcsönzés, digitális másolatkérést. Az olvasók és a példányok nyilvántartása lehetővé teszi minden olyan adat rögzítését és tárolását, amely az olvasók kiszolgálásához és a könyvtárosi igények kielégítéséhez szükséges lehet.
A Corvina jól használható megoldást kínál olyan könyvtárak számára, amely több, területileg elkülönülten működő telephellyel – fiók-, tag- vagy tanszéki könyvtárhálózattal – rendelkeznek.
A legtöbb olvasói funkció (hosszabbítás, előjegyzés, foglalás/félretétel, raktári kérés) a webes felületen online is elérhető, így ezek távolról (otthonról) is elérhetőek az olvasók számára.
Az önkiszolgáló megoldásokat a könyvtári térben is támogatja Corvina: a rendszerhez
- önkiszolgáló kölcsönzési pult,
- könyvbedobó automata,
- önkiszolgáló könyvátadó szekrény (locker) illeszthető.

Az önkiszolgáló kölcsönzést 2023 őszétől már mobilapplikációval is végezhetik az olvasók. Ez azt jelenti, hogy a polcról levett könyvet az olvasók – anélkül, hogy pulthoz vagy önkiszolgáló automatához kellene menniük – saját telefonjukkal ott helyben, azonnal kikölcsönözhetik.
A könyvtárhasználathoz kapcsolódó pénzügyi tranzakciók kezeléséhez a Corvina online NAV-kapcsolattal rendelkező pénztári modullal rendelkezik. A Corvina rendszert használók könyvtárak kölcsönző pultjába így pénztárgépre nincs szükség, a Corvina kölcsönzői modul a pénztárgép funkcióit is teljes értékűen ellátja.

### Gyarapítás és állománynyilvántartás
A Corvina szerzeményezési modulja az állománygyarapítással, letéti mozgásokkal, állományellenőrzéssel és –apasztással kapcsolatos valamennyi munkafolyamatot támogatja.  
A gyarapítási munka végzésének elengedhetetlen feltétele az, hogy a gyarapítást – igénylést, megrendelést, vásárlást – végző könyvtáros pontos és naprakész információval rendelkezzék a rendelkezésre álló forrásokról, az elköltött és lekötött pénzügyi eszközökről. A Corvina ehhez minden szükséges információt rendelkezésre bocsát.
A Corvina támogatja a közbeszerzési eljárás keretében történő állománygyarapítást is. A közbeszerzés jogszabályi feltételeinek megfelelően a rendszer lehetőséget biztosít a szállítóktól – kiadóktól, könyvterjesztőktől – beérkezett ajánlatok importjára fogadására, összehasonlítására és a legkedvezőbb ajánlat elfogadására.
Az állományellenőrzési, -mozgatási, -rendezési munkafolyamatokhoz a Corvina RFID-támogatás is nyújt. A rendszerhez kapcsolható RFID-eszközök használatával az állománynyilvártási folyamatok egyszerűbbé, gyorsabbá válnak.

## A rendszer jellemzői

### Közös katalógus– kompatibilitás
A Corvina nem csupán a modulok szintjén integrált. Fejlesztése során fontos szempont a rendszerek átjárhatósága és hierarchikus összekapcsolása a különböző könyvtárak szintjén is. Ennek kapcsán jött létre az első magyar közös katalógus, az Országos Dokumentumellátási Rendszer alapját jelentő VOCAL rendszer, majd később a Magyar Országos Közös Katalógus (MOKKA) rendszer. A Corvina és a Mokka integráltsága és egységes adatbázisa lehetővé teszi a könyvtárak együttműködését a feldolgozás során, valamint alapja a könyvtárközi kölcsönzésnek is.

### Konverzió
Más adatbázisokkal, könyvtári rendszerekkel való konvertálásra a program lehetőséget ad többek között TextLib, Aleph rendszerek esetén is. A konverzió során a bibliográfiai adatok esetén a MARC-formátumokat is felhasználják az átvitel során.

### Rendszerfelügyelet, szoftverkövetés
A fejlesztők részéről valamilyen meghibásodás esetén, vagy amennyiben valamilyen plusz beállítás válik szükségessé, távoli üzemeltetés is lehetséges. Így a további szükséges alakításokat távolról is megtehetik. A felhasználó könyvtárak számára a rendszerfrissítések rendszeresen és automatikusan működnek. A rendszeresen megjelenő új szoftververziók esetén a megjelenést követő 15 napon belül külön kérés nélkül a fejlesztők továbbítják az ügyfeleknek.

### Biztonság
A rendszer adatbiztonsága megfelel az általános könyvtári igényeknek. Ebbe beletartozik a személyi adatok védelme, tehát a nem nyilvános adatokat csak a feljogosított felhasználók vehetik igénybe. Az egyes felhasználók jogosultságukat az adminisztráció során kapják. A példányok szintjén a rendszer figyelembe veszi az aktuális szerzői jogi törvényt és együttműködik olyan a technológiákkal, amelyek feladata a digitális jogok kezelése. Emellett a rekordleírások során háromszintű mentési rendszer biztosítja az emberi hibákból vagy a meghibásodásokból adódó adatvesztés elkerülését. A hálózat, a szerver, és a kliensek is megfelelő biztonsági eljárással vannak ellátva. A Corvina rendszer zárt forráskódú, térítési díj ellenében alkalmazható.

## Referenciák

### Országos szolgáltató rendszerek
- MOKKA – Magyar Országos Közös Katalogizáló Rendszer
- VOCAL – Corvina könyvtárak közös katalogizálási rendszere
- ODR – Országos Dokumentumellátó Rendszer Központja
- EKKA – Erdélyi Közös Katalógus

### Egyetemi, főiskolai és kutatóintézeti könyvtárak
- Debreceni Egyetem Egyetemi és Nemzeti Könyvtár
- Evangélikus Hittudományi Egyetem Könyvtára
- Károli Gáspár Református Egyetem Könyvtára
- Magyar Képzőművészeti Egyetem Könyvtára
- Moholy-Nagy Művészeti Egyetem Könyvtára
- Nyugat-Magyarországi Egyetem és társintézményeinek könyvtárai
- Pécsi Tudományegyetem Könyvtára: Dél-dunántúli Regionális Könyvtár és Tudásközpont
- SZTE Klebelsberg Könyvtár: József Attila Tanulmányi és Információs Központ
- Általános Vállalkozásfejlesztési Főiskola Könyvtára
- BGF Pénzügyi és Számviteli Főiskolai Kar Könyvtára
- Budapesti Metropolitan Egyetem Könyvtára
- Dunaújvárosi Főiskola Könyvtára
- ELTE Bárczi Gusztáv Gyógypedagógiai Főiskola Könyvtára
- Katolikus Hittudományi Főiskola Könyvtára

### e-Corvina
- Református Teológiai Akadémia Könyvtára
- SOTER Nemzetközi és Informatikai Főiskola Könyvtára
- Sapientia Szerzetesi Főiskola Könyvtára
- Veszprémi Hittudományi Főiskola Könyvtára

### Közkönyvtárak
- Fővárosi Szabó Ervin Könyvtár
- Balassi Bálint Megyei Könyvtár
- Békés Megyei Könyvtár
- Csorba Győző Megyei Könyvtár: Dél-dunántúli Regionális Könyvtár és Tudásközpont
- Eötvös Károly Megyei Könyvtár
- Illyés Gyula Megyei Könyvtár és 16 községi könyvtár
- Jász-Nagykun-Szolnok Megyei Verseghy Ferenc Könyvtár
- II. Rákóczi Ferenc Megyei Könyvtár + városi könyvtárak
- Somogyi Könyvtár
- Ember Mária Városi Könyvtár
- Platán Könyvtár
- Solymár Imre Városi Könyvtár + kistérségi könyvtárak
- Teleki László Városi Könyvtár
- Tiszaföldvári Városi Könyvtár

### Szakkönyvtárak
- Evangélikus Országos Könyvtár